# 설주영
설주영(1988년 12월 23일 ~ )은 대한민국의 방송인이자, 배우, 모델, 가수이다.

## 학력
- 안양예술고등학교 연극영화과
- 동덕여자대학교 방송연예학과 (졸업)

## 경력
- KBS 어린이 합창단 졸업
- 대전 시립 소년소녀 합창단 졸업
- 밴드 GROOVECAMP 객원 멤버 - “My Lovely” 솔로
- Applely 메인보컬 - “One Day” 솔로

## 출연

### 방송
- 전원일기 (2002년)
- 해신 (2004년)
- 딩동댕 유치원 (2006년)

### 영화
- 토끼가방 (2013년, 단편)
- 감기 (2013년) - 노교수모녀
- 특수본 (2011년) - 룸싸롱 아가씨
- 푸른소금 (2011년) - 강여사 여자 비서
- 최종병기 활 (2011년) - 후만 진상녀
- 기생령 (2011년) - 빈 담임
- 위험한 상견례 (2011년) - 광주 나이트 아가씨 3
- 사요나라 이츠카 (2010년) 추가촬영부문
- 육혈포 강도단 (2010년) - 오토바이 여
- 선택 (2003년) -여동생

### 뮤직비디오
- 그루브캠프 - Cry For MV 출연 (2008년)
- 올리브 - 뽀빠이야 MV 출연 (2008년)

### CF
- 2008년 게임 박람회
- 소리바다
- 삼성 플라자
- LG 싸이킹
- KT&G
- SK 텔레콤

### 뮤지컬
- 2003 어린이 뮤지컬 "소공녀"
- 2002 난타 뮤지컬 "깨비들의 난동"
- 2000 환경 뮤지컬 "온갖 새들을 부르는 노래"

## 수상
- CMB 친친 청소년 가요제 MTV 사장상
- KTF 전국 청소년 가요제 금상